# آرثر هوبز
آرثر هوبز (بالإنجليزية: Arthur Hobbs)‏ هو رياضياتي أمريكي، ولد في 1940.